# Naum Krnar
Naum Krnar est une figure importante de la première révolte serbe contre les Turcs, et fut étroitement lié à Đorđe Petrović, dit Karađorđe. Il est né à Moscopole en 1780. Il appartenait à l'ethnie des Aroumains mais se sentait grec. Il est le fondateur de la famille serbe Naumovic. Il a participé à la première révolte serbe contre les Turcs aux côtés de Karađorđe, ce qui leur valut d'être assassinés sur ordres du prince Miloš Ier Obrenović à Radovanjski Lug.

## Jeunesse et vie
Naum Krnar est originaire d'une riche famille de marchands. Jeune il a eu une solide éducation qui lui a permis de parler sept langues une fois adulte. C'est en tant que riche marchand qu'il se retrouve à Belgrade lors de la première révolte serbe contre les Turcs. Il y troque alors ses habits de marchand contre les armes.
Il s'est marié deux fois. Sa première femme était Kira Marija, qui est restée à Moscopole, et dont il divorça à l'amiable. Il s'est remarié ensuite à Belgrade. Dans son livre « Les Aroumains », Dusan Popovic, historien serbe, donne un extrait d'une lettre que Krnar écrivit à sa première femme : « Kira Marija, tu devrais m'écrire à propos de ce que tu as fait par rapport à la dette. Haci Todor m'en a parlé, mais je veux que tu toi tu m'en parles, car personne d'autre que moi n'a le droit de t'importuner à propos de ma propriété, car tout ce que j'ai, je l'ai acheté avec mon propre argent. »
Naum Krnar était membre de la Hétairie grecque, une société secrète qui a lutté pour la libération (du joug ottoman) et l'unification des pays chrétiens des Balkans, et dont l'un des dirigeants était Rigas Vélestinlis.

## Participation à lapremière révolte serbe contre les Turcs
Il a rejoint la première insurrection serbe dès son début. Lors de l'effondrement de cette dernière, il s'est d'abord réfugié à Zemun, puis à Novi Sad, et enfin à Khotyn - en Russie à l'époque, et actuellement en Ukraine - comme la majorité du duché serbe. En 1817, il traverse secrètement le Danube avec Karađorđe pour rejoindre la seconde insurrection serbe. Miloš Ier Obrenović apprend alors leur arrivée et ordonne leur assassinat. Exécutés, leurs têtes sont envoyées à Constantinople.

## Histoire de la Serbie
Naum Krnar et son rôle dans le soulèvement serbe sont apparemment systématiquement ignorés et il est généralement fait référence à Krnar comme à une simple relation de  Karađorđe, voire au mieux comme à son secrétaire. Les faits, cependant, suggèrent que son rôle était plus important. Il est probable qu'il ait exercé une influence décisive sur Karađorđe, à titre fiduciaire par le biais de l'Hétairie finançant le soulèvement serbe, et qu'il ait été le conseiller politique et diplomatique de Karađorđe. Ceci est étayé par le fait que le gouvernement turc de l'époque ait exigé non seulement que la tête de Karađorđe lui soit envoyée comme preuve de son exécution, mais aussi celle de Krnar.
Les raisons de cette négligence résident majoritairement dans le fait que le jeune État serbe de l'époque, en s'efforçant de créer un fort sentiment national, en a essayé de couvrir l'engagement de Karađorđe dans la tentative de création d'une fédération balkanique supranationale. Une autre raison pourrait être une certaine animosité qui s'est développée envers les Aroumains à l'époque, tant ces derniers formaient une oligarchie financière et politique, et ont eu à l'époque un rôle important dans la formation de la société civile et de l'État serbe.